# Montanoa
Montanoa es un género de plantas fanerógamas de la familia de las asteráceas. Comprende 115 especies descritas y de estas, solo 33 aceptadas. Es el único género de la subtribu Montanoinae. Tiene una distribución neotropical.

## Descripción
Son arbustos pequeños o árboles delgados; con tallos pilosos en la parte superior, glabros en la inferior al envejecer. Hojas opuestas (hojas superiores reducidas, alternas), simples, pero a veces profundamente lobadas, pecioladas. Capitulescencias de cimas corimbiformes densas; capítulos radiados; filarias en 1–3 series; páleas envueltas alrededor del ovario de los flósculos del disco en la antesis, en el fruto mucho más grandes y envolviendo a los aquenios, carinadas, obtusas o acuminadas, más o menos espinescentes en el ápice; flósculos del radio estériles, las lígulas blancas; flósculos del disco frecuentemente hasta 150, perfectos, las corolas amarillas. Aquenios cuadrangulares, angostamente obpiramidales, cafés a negros; vilano ausente.

## Taxonomía
El género fue descrito por Vicente Cervantes y publicado en Novorum Vegetabilium Descriptiones 2: 11. 1825. La especie tipo es Montanoa tomentosa Cerv.
Etimología
Montanoa: nombre genérico definido por primera vez por el médico y botánico español Vicente Cervantes Mendo en la publicación Novorum Vegetabilium Descriptiones y, probablemente, se refiere al hábitat típico de las plantas de este género.

## Especies aceptadas
A continuación se brinda un listado de las especies del género Montanoa aceptadas hasta marzo de 2022, ordenadas alfabéticamente. Para cada una se indica el nombre binomial seguido del autor, abreviado según las convenciones y usos.
- Montanoa affinis S.F.Blake
- Montanoa andersonii McVaugh
- Montanoa angulata V.M.Badillo
- Montanoa atriplicifolia (Pers.) Sch.Bip. ex Klatt
- Montanoa bipinnatifida (Kunth) K.Koch
- Montanoa echinacea S.F.Blake
- Montanoa fragrans V.M.Badillo
- Montanoa frutescens Hemsl.
- Montanoa gigas Rzed.
- Montanoa grandiflora Hemsl.
- Montanoa guatemalensis B.L.Rob. & Greenm.
- Montanoa hexagona B.L.Rob. & Greenm.
- Montanoa hibiscifolia Benth.
- Montanoa imbricata V.A.Funk
- Montanoa josei V.A.Funk
- Montanoa karvinskii DC.
- Montanoa laskowskii McVaugh
- Montanoa leucantha (Lag.) S.F.Blake
- Montanoa liebmannii (Sch.Bip.) S.F.Blake
- Montanoa mollissima Brongn. ex Groenland
- Montanoa ovalifolia K.Koch
- Montanoa pteropoda S.F.Blake
- Montanoa quadrangularis Sch.Bip.
- Montanoa revealii H.Rob.
- Montanoa serboana B.L.Turner
- Montanoa speciosa DC.
- Montanoa standleyi V.A.Funk
- Montanoa tehuacana B.L.Rob.
- Montanoa tomentosa Cerv.